# Сипункуліди
Сипункулі́ди (Sipunculida, Sipuncula) — тип двобічно-симетричних морських червоподібних тварин. Відомо 320 видів в 2 класах. Це червоподібні тварини довжиною від 2 до 720 міліметрів, при цьому більшість видів має розміри близько 10 сантиметрів. Тіло поділяється на несегментований тулуб та вузьку, висувну передню частину, що називається "інтроверт". Сипункуліди мають стінку тіла, яка трохи подібна до аннелидів (хоч і несегментована), оскільки вона складається з епідермісу  вкритого кутикулою та внутрішнім шаром поздовжньої мускулатури. Стінка тіла оточує целом, наповнений рідиною, яка діє як гідростатичний скелет, щоб розтягувати або скорочувати тіло тварини. Рот, розташований на передньому кінці інтроверта, оточений 18-24 щупальцями. Щупальця використовуються для збору органічного детриту з води або субстрату, і, ймовірно, також функціонують як зябра. Щупальці на кінчику інтроверта є порожнистими і розтягуються через гідростатичний тиск.